# Glena thomasaria
Glena thomasaria är en fjärilsart som beskrevs av Sperry 1952. Glena thomasaria ingår i släktet Glena och familjen mätare. Inga underarter finns listade i Catalogue of Life.